# Horseshoe Bay (Queensland)
Pour les articles homonymes, voir Horseshoe Bay (homonymie).
Horseshoe Bay est un village situé à Magnetic Island, dans le Queensland, en Australie. Il est considéré comme la bande touristique de l'île. À partir de septembre 2006, Horseshoe Bay a entrepris une série de travaux de développement derrière la zone résidentielle existante située dans la partie sud de la baie. C'est également un important centre d'hébergement et de loisirs de Magnetic Island.

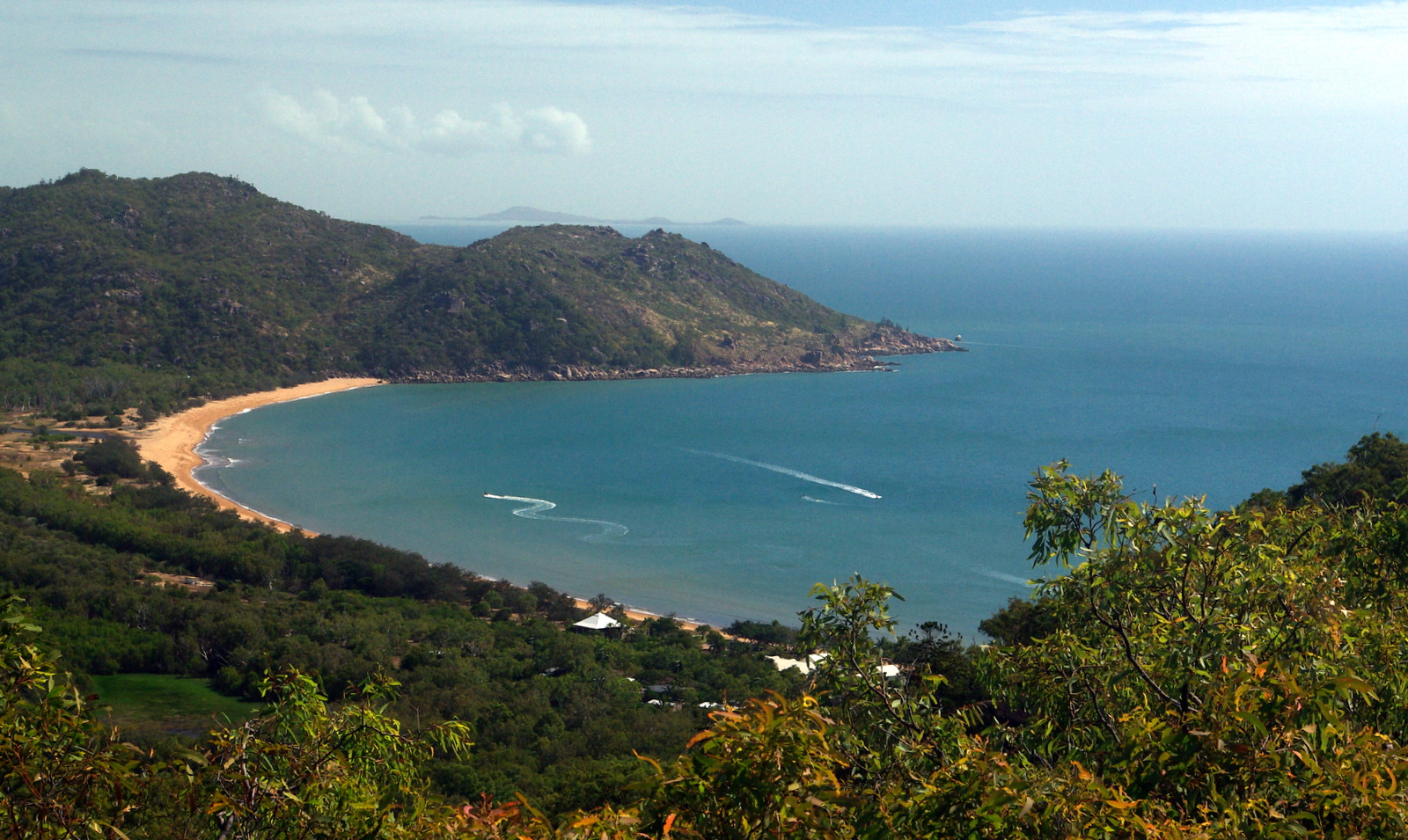
Horseshoe Bay.

Lors du recensement de 2006, Horseshoe Bay comptait 84 habitants.